# Sumacàrcer
Sumacàrcer és un municipi del País Valencià que es troba a la comarca de la Ribera Alta. Limita amb Alzira, Antella i Tous (a la mateixa comarca); i amb Xella i Navarrés (a la comarca de la Canal de Navarrés).

## Geografia
Situat a la Vall farta, en la riba dreta del riu Xúquer. El relleu es presenta bastant accidentat pels últims graons de l'enorme massís cretaci del Caroig, després d'haver salvat la Canal de Navarrés. El riu Xúquer és sens dubte el principal accident geogràfic i el qual dona vida al municipi, gràcies a l'aigua que se li extreu per al reg. El clima és mediterrani amb la típica sequera estival, amb una temperatura mitjana anual de 17.6 °C i 408 mm de precipitacions. La vegetació de la zona forestal està composta per algunes pinedes i muntanya baixa.

## Història
A la Senda Vedà hi ha un abric amb pintures del Magdalenià; als peus del castell restes iberes i del Bronze; al Pla de Penilla i al Teular van ser els romans qui deixaren empremta; però l'origen del poble és una alqueria d'origen musulmà que després de la conquesta fou donada per Jaume I a Andreu d'Oiola¸ en la primera meitat del segle xiii donava el seu nom a un castell, el qual terme, inscrit dins del general de Xàtiva, englobava unes 15 alqueries (Çueca, Benafocen, Xárquia, Ràfol, Antella, Garbia, Càrcer, Cotes, Sellent, Alcàntera, Beneixides i Ràfol de Beneixides) la segona meitat del segle xiii el castell va ser abandonat, i la població passà a l'actual emplaçament a la vora del Xúquer. A partir de llavors el lloc va passar successivament a diferents famílies: Pròxida (1294-1327), Cervató (1327-1362), Muñoz (1362-1410), Quintavall (1410-1426), Pardo (1426-1433) i Crespí de Valldaura, llinatge que ostentà el senyoriu fins a la seua dissolució ja en el segle xix. Es coneixen cartes pobles de 1403 i 1417, així com de 1610 i 1612 posteriors a l'expulsió dels moriscs.
En 1431 el rei atorga privilegi per tenir barca i peatge per travessar el riu, això va donar a Sumacàrcer molta importància en les relacions Castella-València. En 1499, Ferran el Catòlic, dona a Ausiàs Crespí, senyor vigent, la facultat d'extraure aigua del riu per a reg amb els molins i séquies que fora menester construir a l'efecte. En 1593, Felip II, va autoritzar la construcció de la séquia d'Escalona sense aplicació de cap tribut als habitants del poble per l'ús de l'aigua. En 1663 es concedirà a Ausiàs Crespí de Valldaura el títol de comte de Sumacàrcer. En 1694 es construí la séquia de Carcaixent. En 1695, Carles II li va donar el privilegi de celebrar fira. L'any 1713 només comptava amb 28 famílies, però la població va créixer amb força i a finals d'aquella centúria ja tenia 653 habitants.
Des del 1890 es va establir a la localitat una congregació baptista arminiana, provinent de les missions de Suècia. Estava encapçalada pel pastor Juan Uhr, un reverend protestant que va estar ajudat per Vicente Mateu, diaca de la primera congregació baptista de València capital. La congregació com a mitjana ha comptat sempre amb vora 40 persones adultes batejades al llarg dels seus 120 anys d'història, la qual cosa significa que el 2,5% de la població ha pertangut a eixa confessió religiosa, davant del 70% que s'ha significat catòlica-romana i un 27,5% que es definix com a agnòstica o no-creient.
A l'ancestral conreu del lli, cep i morera, succeirà en l'horta l'arròs en el segle xix, per a passar ja en el XX al monocultiu del taronger en el reguiu, compartit en el secà amb el garrofer i l'olivera; no és fins ben entrat el segle xx quan se substituí l'ús de la barca per passarel·les (1960, 1965, 1983) i ja en 1990 es construí un pont. El 20 d'octubre de 1982 tingué lloc un dels fets més dramàtics de la història sumacarcerenca: les pluges torrencials que trencaren la pressa de Tous negaren el poble i sembraren la destrucció en cases i cultius.

## Demografia

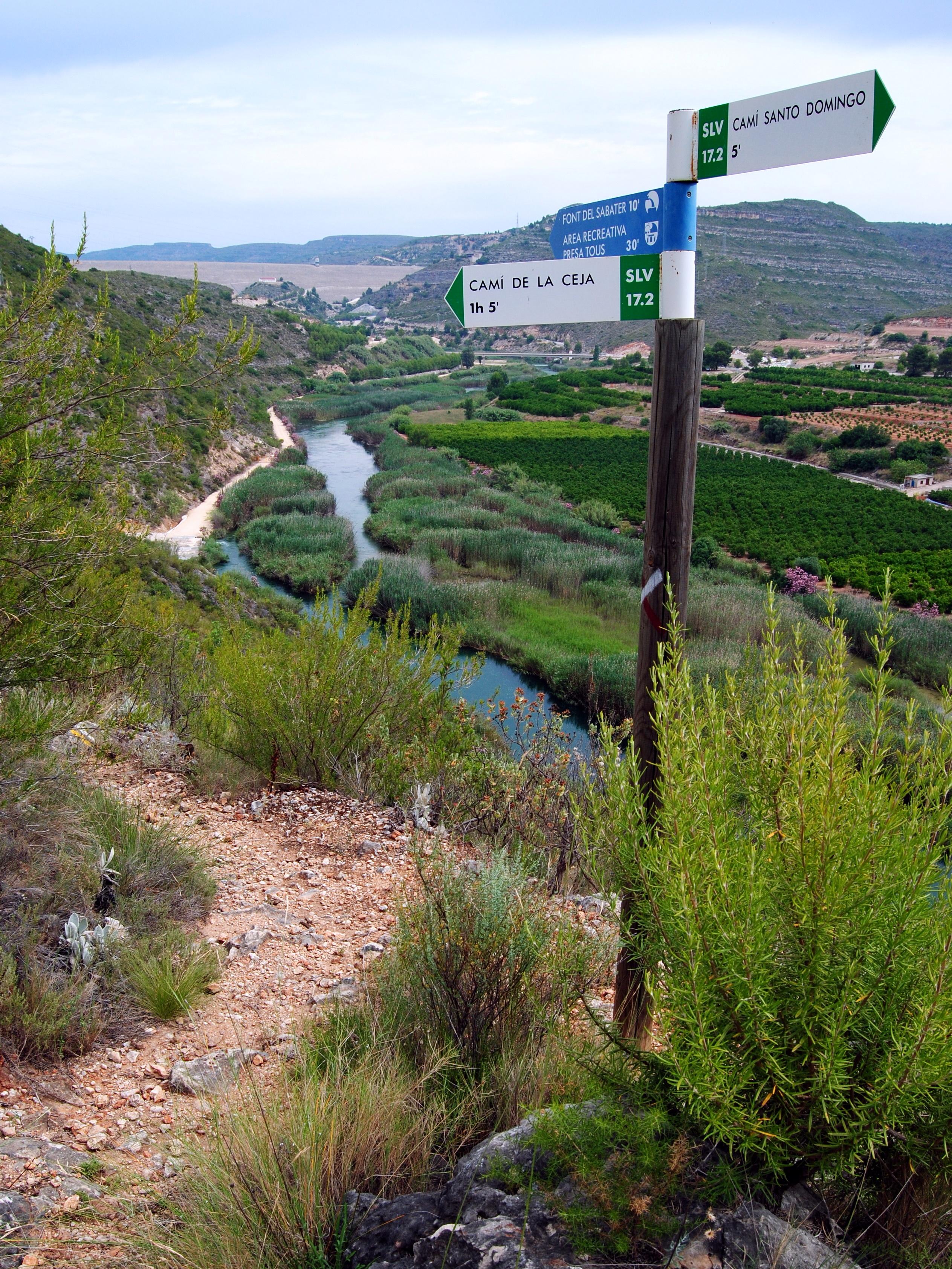
Senda del Murteral

| 1990  | 1992  | 1994  | 1996  | 1998  | 2000  | 2002  | 2004  | 2006  | 2007  | 2010  |
| ----- | ----- | ----- | ----- | ----- | ----- | ----- | ----- | ----- | ----- | ----- |
| 1.419 | 1.365 | 1.400 | 1.382 | 1.375 | 1.364 | 1.347 | 1.308 | 1.294 | 1.323 | 1.263 |

| 2011  | 2012  | 2013  | 2014  | 2015  | 2016  | 2017  | 2018  | 2019  | 2020  | 2021  |
| ----- | ----- | ----- | ----- | ----- | ----- | ----- | ----- | ----- | ----- | ----- |
| 1.255 | 1.259 | 1.252 | 1.223 | 1.168 | 1.140 | 1.141 | 1.109 | 1.096 | 1.097 | 1.072 |

## Economia
L'economia de Sumacàrcer descansa bàsicament en l'agricultura de regadiu, acaparada quasi en règim de monocultiu pel taronger. El relleu escarpat fa que només siga conreat el 31,7% de la superfície total del terme i que la meitat d'eixe percentatge estiga ocupat per secà.
Al regadiu hi ha tarongers, dacsa i hortalisses per al consum de la població. Els cítrics són la base del comerç exterior. Al secà es troben l'olivera, els fruiters i la vinya, quedant la resta per a cereals d'hivern. Les taronges, l'oli i les garrofes són les principals collites. La ramaderia compta amb caps de boví, llaner i un nombre indeterminat d'aus i porcs.
La indústria està poc desenvolupada i es limita a la confecció de roba infantil, fabricació de guants de pell, a banda de la derivada de l'exportació de cítrics i l'extracció d'oli.

## Política i Govern

### Composició de la Corporació Municipal
El Ple de l'Ajuntament està format per 9 regidors. En les eleccions municipals de 26 de maig de 2019 foren elegits 5 regidors del Partit Socialista del País Valencià (PSPV-PSOE) i 4 del Partit Popular (PP).
| Eleccions municipals de 26 de maig de 2019 - Sumacàrcer                                                                       |                                          |                                     |                                     |      |          |          |
| Candidatura | Candidatura                              | Candidatura                         | Cap de llista                       | Vots | Vots     | Regidors |
| | Partit Socialista del País Valencià-PSOE |                                     | David Pons Garcia                   | 434  | 58,18%   | 5 (+1)   |
| | Partit Popular                           |                                     | Jaime López Muñoz                   | 300  | 40,21%   | 4 ()     |
| | Altres candidatures                      |                                     |                                     | 0    |          | 0 ( -1)  |
| | Vots en blanc                            |                                     |                                     | 12   | 1,61%    |          |
| Total vots vàlids i regidors                                                                                                  | Total vots vàlids i regidors             | Total vots vàlids i regidors        | Total vots vàlids i regidors        | 746  | 100 %    | 9        |
| | Vots nuls                                | Vots nuls                           | Vots nuls                           | 12   | 1,58%    |          |
| Participació (vots vàlids més nuls)                                                                                           | Participació (vots vàlids més nuls)      | Participació (vots vàlids més nuls) | Participació (vots vàlids més nuls) | 758  | 80,47%** |          |
| Abstenció | Abstenció                                | Abstenció                           | Abstenció                           | 184* | 19,53%** |          |
| Total cens electoral | Total cens electoral                     | Total cens electoral                | Total cens electoral                | 942* | 100 %**  |          |
| Alcalde: David Pons García (PSPV) (15/06/2019) Per majoria absoluta dels vots dels regidors (5 vots de PSPV)                  |                                          |                                     |                                     |      |          |          |
| Fonts: JEC, JEZ Xàtiva, M. Interior, Periòdic Ara. (* No són vots sinó electors. ** Percentatge respecte del cens electoral.) |                                          |                                     |                                     |      |          |          |

### Alcaldes
Des de 2019 l'alcalde de Sumacàrcer és David Pons Garcia, del Partit Socialista del País Valencià (PSPV-PSOE).
| Període                       | Alcalde o alcaldessa       | Partit polític | Data de possessió | Observacions |
| ----------------------------- | -------------------------- | -------------- | ----------------- | ------------ |
| 1979–1983                     | José Ferrer Mena           | PSPV-PSOE      | 19/04/1979        | --           |
| 1983–1987                     | Joaquín Picó Palazón       | PSPV-PSOE      | 28/05/1983        | --           |
| 1987–1991                     | José Julián Alós Sanmartín | IS             | 30/06/1987        | --           |
| 1991–1995                     | Lluís Pons Monfort         | UPV            | 15/06/1991        | --           |
| 1995–1999                     | José Julián Alós Sanmartín | UV-CCV         | 17/06/1995        | --           |
| 1999–2003                     | José Julián Alós Sanmartín | UV             | 03/07/1999        | --           |
| 2003–2007                     | José María Peláez Palazón  | PSPV-PSOE      | 14/06/2003        | --           |
| 2007–2011                     | Maria Consuelo Pons Pons   | GpS            | 16/06/2007        | --           |
| 2011–2015                     | Txema Peláez Palazón       | PSPV-PSOE      | 11/06/2011        | --           |
| 2015–2019                     | Txema Peláez Palazón       | PSPV-PSOE      | 13/06/2015        | --           |
| 2019-2023                     | David Pons Garcia          | PSPV-PSOE      | 15/06/2019        | --           |
| Des de 2023                   | n/d                        | n/d            | 17/06/2023        | --           |
| Fonts: Generalitat Valenciana |                            |                |                   |              |

## Monuments

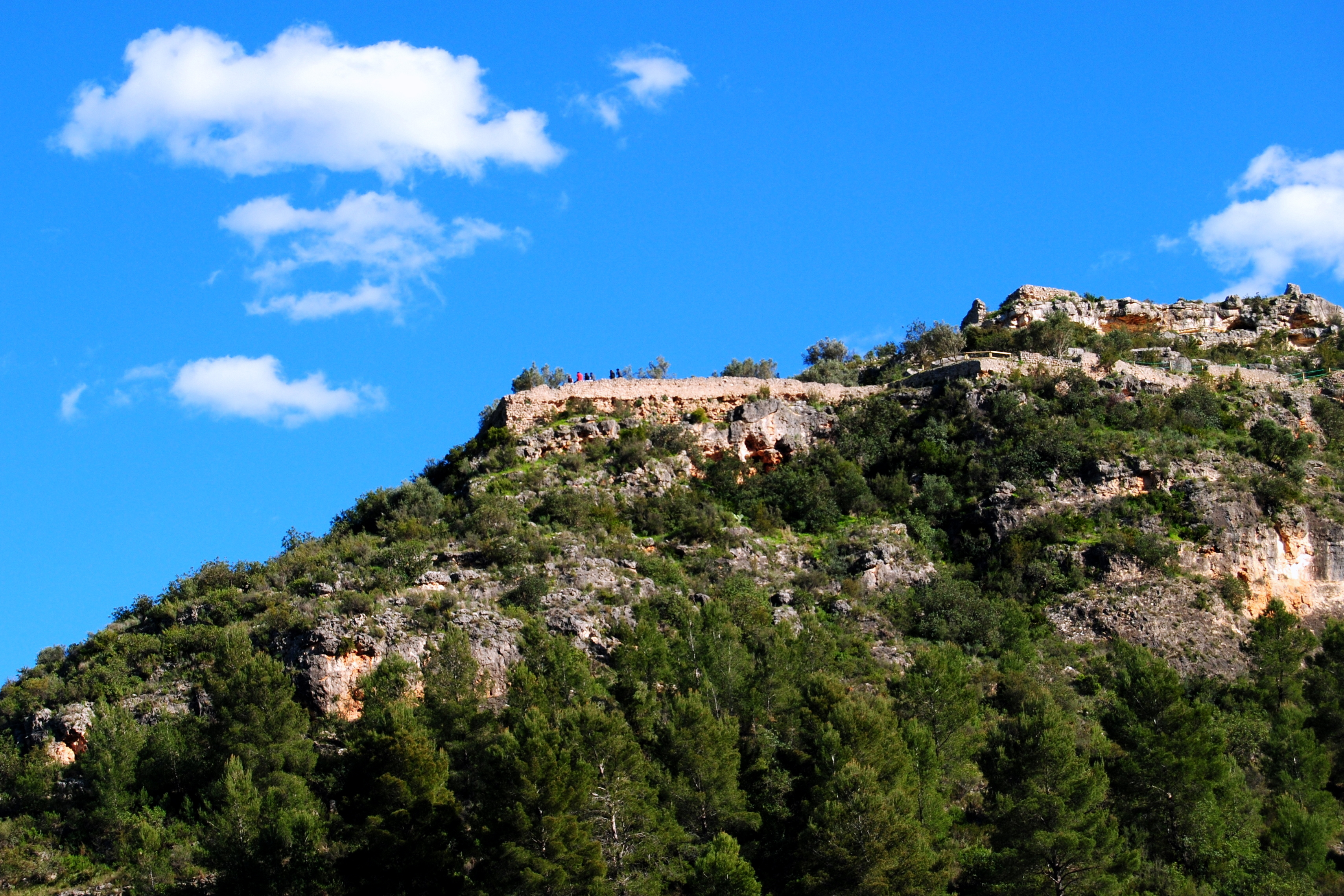
Castell de Penya-roja.ext

- Església de Sant Antoni Abat, una de les més monumentals de La Ribera, aixecada entre 1725 i 1750.
- Capella del Santíssim Crist, amb bons frescs i escultures.
- Palau dels comtes d'Orgaz, renaixentista, del segle xv, recentment restaurat per allotjar entre altres dependències l'ajuntament i el Museu Etnològic.
- Castell de Sumacàrcer, segles X-XIII, de què tan sols resten restes de muralles, aljub, celoquia, caserna militar d'orige cristià, dalt del turó de Penyaroja i el cementeri, construcció de principis del segle xx.
- Ermita del Calvari, edifici del xvii, talaia sobre la Ribera.

## Llocs d'interés
La proximitat de Sumacàrcer al massís del Caroig dona lloc a diferents paratges dignes de visita, començant per la ribera del Xúquer des de l'Esgoletja, i seguint per l'avenc de les Graelles, la font de la Teula, la senda de la Costa, que voreja el barranc del Llop; el barranc de la Verge, tot això recorrent algunes de les rutes a peu dissenyades al terme: la de la Mare de Déu, la de la Pressa de Tous o la de la Senda Vedà. Edificis:

## Festes
- Festes patronals. El primer cap de setmana de setembre i dedicades al Santíssim Crist de Sumacàrcer.
- Festes de la joventut. El darrer cap de setmana de maig se celebra la festa en honor de la Immaculada, organitzada per la congregació de les Filles de Maria i per la comissió del Monument de la Joventut. El dijous es planta un monument de cartró–pedra que es crema en finalitzar la processó a la Verge el diumenge a la tarda. El dissabte té lloc l'ofrena de flors i revetlla popular en la plaça Major.
- Moros i cristians. El darrer cap de setmana d'agost.
- Romiatge a l'ermita. L'1 de maig amb esmorzar popular.

## Gastronomia
Igual que en altres pobles de la Ribera Alta, s'hi pot trobar: arròs al forn, amb fesols i naps, en paella, amb la varietat local amb carxofes, faves i costelles de porc; però també mengen putxero, els diumenges; gaspatxo manxec, conill i pollastre amb tomaca i pebre, mandonguilles de bacallà, coca amb cansalada, esgarrat i embotits; per postres, taronges, arnadí, i orelletes, i coca en llanda, i moixavena, i llepolies.

## Fills il·lustres
- Vicent Pons Alós, recipient del Premi Palmera II, en la categoria de cultura, és arxiver, bibliotecari i investigador.[9]